# Gert Fröbe
Karl Gerhart "Gert" Fröbe (25 de fevereiro de 1913 - 5 de setembro de 1988) foi um ator alemão. Ele era conhecido nos países de língua inglesa por seu trabalho como o personagem-título no filme de James Bond Goldfinger, como Peachum em The Threepenny Opera, como Baron Bomburst em Chitty Chitty Bang Bang, como Hotzenplotz em The Robber Hotzenplotz, General Dietrich von Choltitz em Paris brûle-t-il? e o Coronel Manfred von Holstein em Those Magnificent Men in Their Flying Machines.
Fröbe foi indicado três vezes ao Prêmio Alemão de Cinema, duas vezes como Melhor Ator Principal e uma vez como Melhor Ator Coadjuvante. Em 1978, ele ganhou um prêmio honorário por "contribuições individuais excepcionais ao cinema alemão ao longo dos anos".

## Início da vida e educação
Fröbe nasceu em Oberplanitz, hoje parte de Zwickau . Inicialmente foi violinista, mas abandonou-o para trabalhar com Kabarett e teatro.
Ele se juntou ao Partido Nazista em 1929, aos 16 anos, e saiu em 1937, antes da eclosão da Segunda Guerra Mundial. Depois que sua filiação partidária se tornou conhecida após a guerra, Israel proibiu os filmes de Fröbe até que Mario Blumenau, um sobrevivente judeu, revelou apenas oito semanas depois que sua vida e a de sua mãe provavelmente foram salvas quando Fröbe as escondeu dos nazistas em seu porão.
Em setembro de 1944, os teatros na Alemanha foram fechados e Fröbe foi convocado para o Exército Alemão, onde serviu até o fim da guerra.

## Carreira
Fröbe ganhou fama em um dos primeiros filmes alemães feitos depois da guerra, chamado Berliner Ballade ( A Balada de Berlim, 1948).
Ele foi escalado como o vilão no filme suíço-alemão-espanhol Es geschah am hellichten Tag (Aconteceu em plena luz do dia, 1958), com roteiro original escrito por Friedrich Dürrenmatt. Seu papel como um serial killer de crianças chamou a atenção dos produtores do filme de James Bond Goldfinger (1964) e ele foi escolhido para interpretar um dos vilões mais lembrados da série, o magnata do ouro Auric Goldfinger. Mais tarde, ele comentou: "O ridículo é que, desde que interpretei Goldfinger no filme de James Bond, algumas pessoas ainda insistem em me ver como um vilão frio e implacável - um homem sem risos."

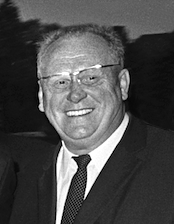
Fröbe em 1965

Fröbe fez várias aparições em elencos de estrelas na década de 1960, incluindo os filmes O Mais Longo dos Dias (1962), Those Magnificent Men in Their Flying Machines (1965), Paris brûle-t-il? (1966), Triple Cross (1966), Chitty Chitty Bang Bang (1968) e Monte Carlo or Bust (1969).
Durante a década de 1980, Fröbe foi porta-voz nos comerciais do Mercedes Benz W123, ajudando a promover o cupê e o sedã.

## Morte
Fröbe morreu em Munique em setembro de 1988, aos 75 anos, de ataque cardíaco. Ele foi enterrado no cemitério Waldfriedhof em Icking.

## Filmografia
| Year      | Title                                          | Role                                   | Língua         | Notes                                   |
| --------- | ---------------------------------------------- | -------------------------------------- | -------------- | --------------------------------------- |
| 1948      | Der Herr vom andern Stern                      | Extra                                  | Alemã          | Uncredited                              |
| 1948      | The Berliner                                   | Otto Normalverbraucher                 | Alemã          |                                         |
| 1949      | After the Rain Comes Sunshine                  | Konstantin                             | Alemã          |                                         |
| 1951      | Decision Before Dawn                           | Alemã Corporal                         | Inglesa        | Uncredited                              |
| 1952      | The Day Before the Wedding                     | Rundfunkreporter                       | Alemã          |                                         |
| 1953      | Man on a Tightrope                             | Police Agent                           | Inglesa        | Uncredited                              |
| 1953      | Salto Mortale                                  | Jan                                    | Alemã          |                                         |
| 1953      | A Heart Plays False                            | Briefüberbringer                       | Alemã          |                                         |
| 1953      | The Postponed Wedding Night                    | Gondoliere                             | Alemã          |                                         |
| 1953      | Arlette Conquers Paris                         | Manager Edmond Duval                   | Alemã          |                                         |
| 1953      | Wedding in Transit                             | Herr Mengwasser                        | Alemã          |                                         |
| 1954      | The Little Town Will Go to Sleep               | Oskar Blume                            | Alemã          |                                         |
| 1954      | Daybreak                                       | Bit part                               | Alemã          |                                         |
| 1954      | The Hunter's Cross                             | Kobbe                                  | Alemã          |                                         |
| 1954      | They Were So Young                             | Lobos                                  | Inglesa        |                                         |
| 1954      | A Double Life                                  | Mittelmeier                            | Alemã          |                                         |
| 1954      | The Eternal Waltz                              | Gawriloff                              | Alemã          |                                         |
| 1955      | Special Delivery                               | Olaf                                   | Inglesa        |                                         |
| 1955      | The Dark Star                                  | Deltorri                               | Alemã          |                                         |
| 1955      | I Know What I'm Living For                     | Pfeifer, Inspektor Jugendfürsorge      | Alemã          |                                         |
| 1955      | Mr. Arkadin                                    | Munich Detective                       | Inglesa        |                                         |
| 1955      | The Heroes Are Tired                           | Hermann                                | Francesa       |                                         |
| 1955      | The Forest House in Tyrol                      | Bäuerle, Kaufmann                      | Alemã          |                                         |
| 1956      | The Girl from Flanders                         | Rittmeister Kupfer                     | Alemã          |                                         |
| 1956      | Ein Herz schlägt für Erika                     | Heubacher                              | Alemã          |                                         |
| 1956      | Winter in the Woods                            | Gerstenberg                            | Alemã          |                                         |
| 1957      | Typhoon Over Nagasaki                          | Ritter                                 | Francesa       |                                         |
| 1957      | The Girl and the Legend                        | Mr. Gillis                             | Alemã          |                                         |
| 1957      | He Who Must Die                                | Patriarcheos                           | Francesa       |                                         |
| 1957      | The Mad Bomberg                                | Kommerzienrat Gustav-Eberhard Mühlberg | Alemã          |                                         |
| 1957      | Charming Boys                                  | Edmond Petersen                        | Francesa       |                                         |
| 1957      | The Heart of St. Pauli                         | Jabowski                               | Alemã          |                                         |
| 1958      | Not Delivered                                  | Hans                                   | Francesa       |                                         |
| 1958      | Nasser Asphalt                                 | Jupp                                   | Alemã          |                                         |
| 1958      | It Happened in Broad Daylight                  | Schrott                                | Alemã          |                                         |
| 1958      | Rosemary                                       | Willy Bruster                          | Alemã          |                                         |
| 1958      | Grabenplatz 17                                 | Titu Goritsch                          | Alemã          |                                         |
| 1958      | The Crammer                                    | Freddy Blei                            | Alemã          |                                         |
| 1958      | The Girl with the Cat Eyes                     | Tessmann                               | Alemã          |                                         |
| 1959      | Nick Knatterton's Adventure                    | Hugo                                   | Alemã          |                                         |
| 1959      | Prisoner of the Volga                          | Professor                              | Inglesa        |                                         |
| 1959      | Douze heures d'horloge                         | Blanche                                | Francesa       |                                         |
| 1959      | Jons und Erdme                                 | Smailus                                | Alemã          |                                         |
| 1959      | The Forests Sing Forever                       | Dag                                    | Alemã          |                                         |
| 1959      | Menschen im Hotel                              | Preysing                               | Alemã          |                                         |
| 1959      | The Day the Rains Came                         | Doctor Albert Maurer                   | Alemã          |                                         |
| 1959      | Der Schatz vom Toplitzsee                      | Johannes Grohmann                      | Alemã          |                                         |
| 1959      | Old Heidelberg                                 | Doctor Jüttner                         | Alemã          |                                         |
| 1960      | The High Life                                  | Doctor Kölling                         | Alemã          |                                         |
| 1960      | Le Bois des amants                             | The General                            | Francesa       |                                         |
| 1960      | Soldatensender Calais                          | Der Chef                               | Alemã          |                                         |
| 1960      | The Thousand Eyes of Dr. Mabuse                | Inspector Kras                         | Alemã          |                                         |
| 1960      | Until Money Departs You                        | Jupp Grapsch                           | Alemã          |                                         |
| 1960      | Crook and the Cross                            | Paul Wittkowski                        | Alemã          |                                         |
| 1961      | The Green Archer                               | Abel Bellamy                           | Alemã          |                                         |
| 1961      | Via Mala                                       | Jonas Lauretz                          | Alemã          |                                         |
| 1961      | The Return of Doctor Mabuse                    | Kommissar Lohmann                      | Alemã          | USA screening in 1966                   |
| 1961      | Auf Wiedersehen                                | Angelo Pirrone                         | Alemã          |                                         |
| 1962      | Redhead                                        | Kramer                                 | Alemã          |                                         |
| 1962      | The Testament of Dr. Mabuse                    | Kommissar Lohmann                      | Alemã          |                                         |
| 1962      | The Longest Day                                | Sgt. Kaffeekanne                       | Inglesa        |                                         |
| 1963      | Enough Rope                                    | Melchior Kimmel                        | Francesa       |                                         |
| 1963      | Heute kündigt mir mein Mann                    | Alfred Paulsen                         | Alemã          |                                         |
| 1963      | Three Penny Opera                              | Peachum                                | Alemã          |                                         |
| 1963      | Banana Peel                                    | Raymond Lachard                        | Francesa       |                                         |
| 1964      | Greed in the Sun                               | Castigliano                            | Francesa       |                                         |
| 1964      | Tonio Kröger                                   | Policeman Peterson                     | Alemã          |                                         |
| 1964      | Backfire                                       | Karl Fehrman                           | Francesa       |                                         |
| 1964      | Goldfinger                                     | Auric Goldfinger                       | Inglesa        | Dubbed into English by Michael Collins. |
| 1965      | A High Wind in Jamaica                         | Dutch Captain                          | Inglesa        |                                         |
| 1965      | Those Magnificent Men in Their Flying Machines | Colonel Manfred von Holstein           | Inglesa        |                                         |
| 1965      | Who Wants to Sleep?                            | Emil Claasen                           | Alemã          |                                         |
| 1966      | The Upper Hand                                 | Walter                                 | Francesa       |                                         |
| 1966      | Ganovenehre                                    | Importen-Paul                          | Alemã          |                                         |
| 1966      | Is Paris Burning?                              | General Dietrich von Choltitz          | Inglesa        |                                         |
| 1966      | Triple Cross                                   | Colonel Steinhager                     | Inglesa        |                                         |
| 1967      | I Killed Rasputin                              | Grigori Rasputin                       | Inglesa        |                                         |
| 1967      | Jules Verne's Rocket to the Moon               | Professor von Bulow                    | Inglesa        |                                         |
| 1968      | Darling Caroline                               | Doctor Belhomme                        | Francesa       |                                         |
| 1968      | Chitty Chitty Bang Bang                        | Baron Bomburst                         | Inglesa        |                                         |
| 1969      | Monte Carlo or Bust                            | Willi Schickel / Horst Muller          | Inglesa        |                                         |
| 1971      | $                                              | Mr. Kessel                             | Inglesa        |                                         |
| 1972      | Ludwig                                         | Father Hoffmann                        | Inglesa        |                                         |
| 1974      | The Robber Hotzenplotz                         | Hotzenplotz                            | Alemã          |                                         |
| 1974      | And Then There Were None                       | Wilhelm Blore                          | Inglesa        | Dubbed into English by Robert Rietti.   |
| 1974      | Nuits Rouges                                   | Commissaire Sorbier                    | Francesa       |                                         |
| 1975      | Docteur Justice                                | Max Orwall                             | Francesa       |                                         |
| 1976      | Death Rite                                     | Vestar                                 | Francesa       |                                         |
| 1977      | Das Gesetz des Clans                           | Philip Brown                           | Alemã          |                                         |
| 1977      | The Serpent's Egg                              | Inspector Bauer                        | Inglesa        |                                         |
| 1977      | Death or Freedom                               | Graf von Buttlar                       | Alemã          |                                         |
| 1978      | The Rider on the White Horse                   | Tede Volkerts                          | Alemã          |                                         |
| 1978      | Der Tiefstapler                                | Felix von Korn                         | Alemã          |                                         |
| 1979      | Bloodline                                      | Inspector Max Hornung                  | Inglesa        |                                         |
| 1980      | The Umbrella Coup                              | Otto Krampe ("Whale")                  | Francesa       |                                         |
| 1981      | The Falcon                                     | Jug Bogdan                             | Serbo-Croatian |                                         |
| 1983      | The Abduction of the Sabine Women              | Emanuel Striese                        | Alemã          | TV film                                 |
| 1986–1987 | The Little Vampire                             | Detective Gurrmeyer                    | Alemã          | TV series, 13 episodes                  |